# Adriaen van Bergen

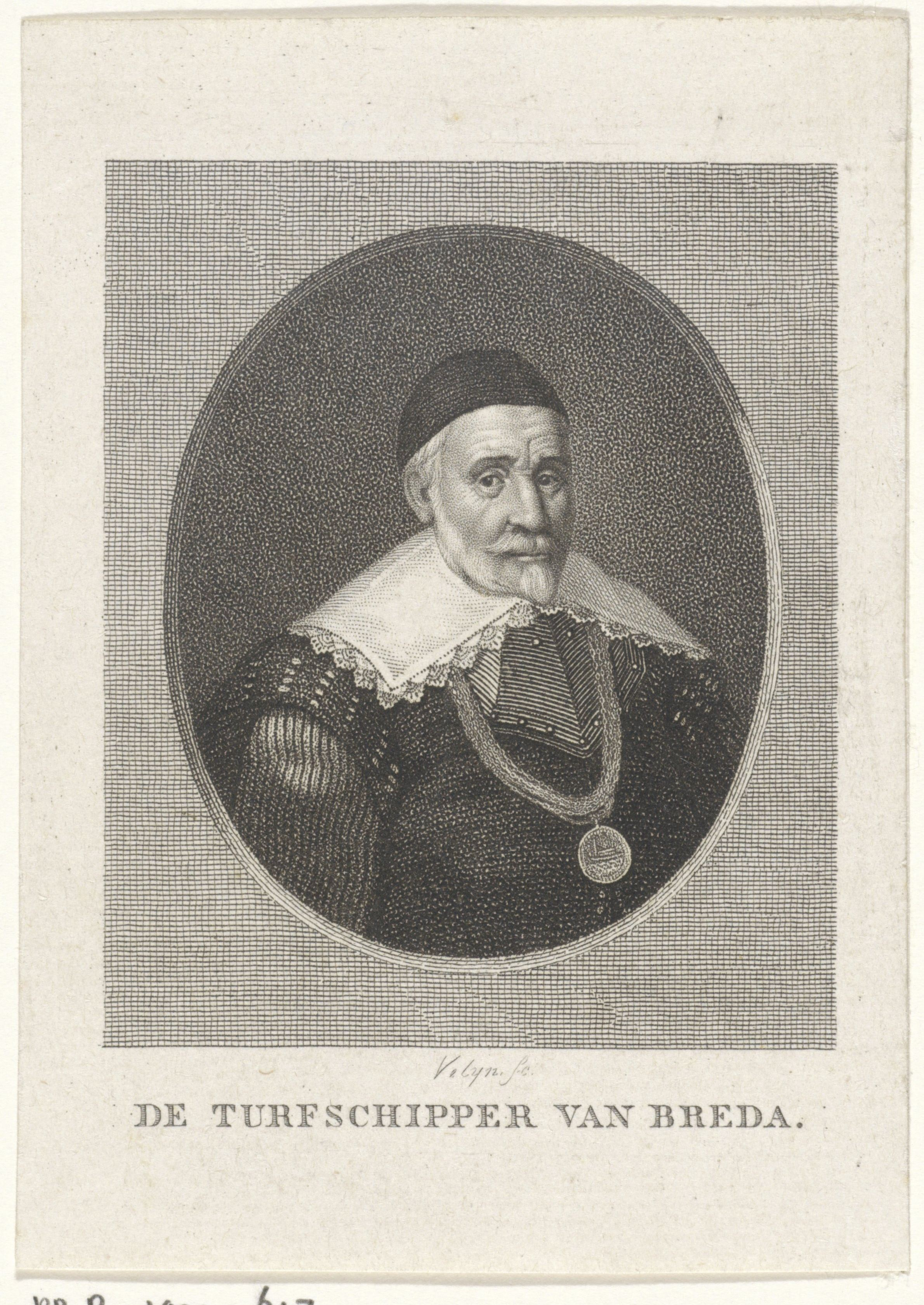
Portret van Adriaen van Bergen door Philippus Velijn

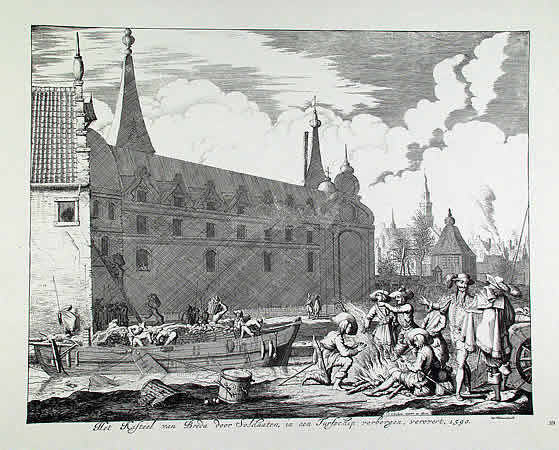
Tekening van de Turfschip van Breda

Adriaen van Bergen was de bedenker van de list met het Turfschip van Breda, waarmee prins Maurits in 1590 de stad Breda kon veroveren op de Spanjaarden. Zelf maakte Adriaen van Bergen de inname van Breda niet mee: op de dag dat het met soldaten volgeladen turfschip had moeten vertrekken versliep hij zich en een dag later trok hij zich terug waarna hij werd vervangen door twee neven.
De uit Leur afkomstige schipper werd in 1904 aldaar vereerd met een standbeeld aan de Leurse Haven, terwijl het Van Bergenplein naar hem is vernoemd. Bij de Leurse Havenfeesten wordt eveneens aandacht aan deze historische persoon geschonken. Op het Stadserf in Breda staat een terracotta beeld van Adriaen van Bergen door Gra Rueb.
Adriaens kleinzoon, Adriaen van der Donck, speelde een belangrijke rol bij de kolonisatie van Nieuw-Nederland.

## Naamgenoten
De Bredase schipper Adriaen van Bergen is niet te verwarren met de jonker Adriaen van Bergen (1537-1572), afkomstig uit Wallonië, die als admiraal van de watergeuzen optrad.
Een andere Adriaen van Bergen was een bijbelvertaler. Zijn vertaling verscheen in 1523. Er stonden reformatorische kanttekeningen en illustraties in, die hem het leven kostten.